# 萨尔特河畔新堡
萨尔特河畔新堡（法語：Châteauneuf-sur-Sarthe，法語發音：[ʃatonœf syʁ saʁt] ⓘ）是法国曼恩-卢瓦尔省的一个旧市镇，属于瑟格雷区。2019年，萨尔特河畔新堡并入市镇莱欧当茹。

## 地理
萨尔特河畔新堡（47°40'51"N, 0°29'18"W）面积14.39 平方千米，位于法国卢瓦尔河地区大区曼恩-卢瓦尔省，该省份为法国西部内陆省份，大致对应安茹地区，北起顺时针与马耶讷省、萨尔特省、安德尔-卢瓦尔省、维埃纳省、德塞夫勒省、旺代省、大西洋卢瓦尔省和伊勒-维莱讷省接壤。
与萨尔特河畔新堡接壤的市镇（或旧市镇、城区）包括：布里萨尔特、谢雷、孔蒂涅、埃特里谢、瑞瓦尔代伊。

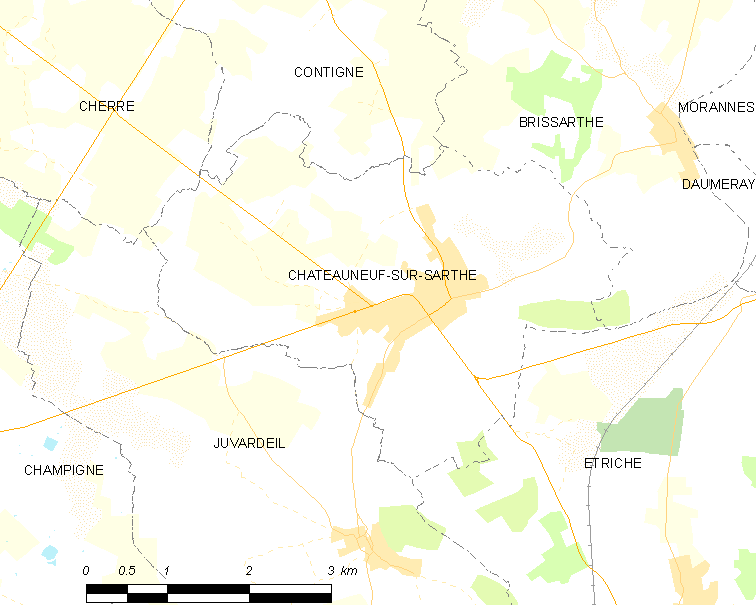
萨尔特河畔新堡的OSM定位图

萨尔特河畔新堡的时区为UTC+01:00、UTC+02:00（夏令时）。

## 行政
萨尔特河畔新堡的邮政编码为49330，INSEE市镇编码为49080。

## 政治
萨尔特河畔新堡所属的省级选区为蒂耶尔塞县。

## 人口

1962-2008年间萨尔特河畔新堡人口变化图示

萨尔特河畔新堡于2018年1月1日时的人口数量为3200人。